# 추적 (고려)
추적(秋適, 1246년 ∼ 1317년)은 고려의 문신이다. 본관은 추계(秋溪). 자는 관중(慣中), 호는 노당(露堂)이다. 충렬왕 때 민부 상서(民部尙書), 예문관 대제학(藝文館大提學)을 역임하였다. 시랑(侍郞) 겸 국학 교수(國學敎授)로 재임할 때 《명심보감(明心寶鑑)》을 집필하였다. 시호는 문헌(文憲)이며, 대구광역시 달성군 화원읍 인흥서원(仁興書院) 등에 배향되었다. 묘는 경기도 용인시 기흥구 공세동에 있다.

## 생애
노당(露堂) 추적(秋適)은 1246년(고려 고종 33년) 양광도에서 태어났다. 추적의 아버지인 추영수(秋永壽)는 1209년(고려 희종 5년) 국자시에 장원급제하여 문하시중을 역임하였다. 고려사 기록에 따르면 추적(秋適)은 성품이 활달하여 얽매임이 없었다고 한다.
1260년(고려 원종 1년)에 문과에 급제하여 안동서기(安東書記), 직사관(直史館)을 거쳐 좌사간(左司諫)에 올랐다.
1298년(충렬왕 24) 환관 황석량(黃石良)이 권세를 이용하여, 황석량의 고향인 합덕부곡(合德部曲 : 현재 충청남도 당진군 합덕읍)을 현(縣)으로 승격시키려고 할 때, 추적이 문안에 서명을 거부하자 황석량은 내수(內竪) 석천보(石天補)·김광연(金光衍)과 함께 기회를 노려 추적을 참소하니 왕이 형구를 채워 순마소(巡馬所)에 수감하게 했다. 압송하는 사람이 추적더러, 원한다면 골목길로 갈 수도 있다고 후의를 보였으나 추적은 거절했다. “죄를 저지른 자를 모두 해당 관청으로 보낼 때 대궐에서 형구를 채운 일은 아직 한 번도 없었으니 내가 큰 거리를 지나면서 나라 사람들에게 보여야 한다. 간관(諫官)으로서 형구를 차는 것 또한 영광이니 어찌 아녀자가 거리에서 얼굴 가리는 것처럼 행동하겠는가?”라고 하였다. 추적은 곧 복권되어 1299년 시랑으로서 북계 용주(龍州)의 수령을 역임하였다. 
1302년(충렬왕 28년) 찬성사(贊成事) 안향(安珦)에 의하여 시랑(侍郞) 겸 국학 교수(國學敎授)로 발탁되어 이성(李晟)·최원충(崔元冲) 등과 함께 7품 이하의 관리 혹은 생원들에 대한 유학 교육을 담당하였다. 안향(安珦)과 더불어 정주학(程朱學)의 도입을 꾀하였다. 1305년 시랑 국학교수로서 교양서인 《명심보감(明心寶鑑)》을 편찬하였다.
1306년(충렬왕 32년) 민부상서(民部尙書)를 역임하고, 예문관 대제학(藝文館大提學)에 이르렀다.

## 추모
조선 순조 35년(1825년) 10월 팔도 유림(儒林)과 추적의 20대손인 추세문(秋世文)이 뜻을 모아 창건한 대구의 인흥서원(仁興書院)에 배향되었다. 조선 고종 1년(1864년) 홍문관제학을 역임한 조선의 문신 해장 신석우(申錫愚, 1805년~1865년)가 비문을 지어 추적 신도비(秋適神道裨)를 건립하였다.

## 저서
- 《명심보감》

## 가계
추적의 할아버지는 추계 추씨 시조 추엽(秋饁)이다. 그는 중국 남송(南宋) 고종 소흥(紹興) 11년(서기 1141년) 문과에 급제했으며 관직이 문하시중(門下侍中)을 지내고 고려에 동래하였다. 아버지 추영수는 1209년(고려 희종 5년)에 진사시(進士試)에 장원 급제하고, 1213년(강종 2) 문과(文科)에 급제하여 예부 상서, 예문관 대제학, 문하시중에 이르렀다. 손자인 추유(秋濡)가 중국으로 귀환하여 명나라 개국공신이 되고, 벼슬이 호부상서(戶部尙書)에 이르렀다. 추적의 7대손이자 중국 귀주성 오현군(五賢郡) 출신의 추수경(秋水鏡)이 1591년(선조 24) 명나라의 무강자사(武康刺史)가 되었으며, 이듬해 임진왜란이 일어나자 이여송(李如松)의 부장(副將)으로 조선에 파병되어 전공을 세운 후 완산부원군(完山府院君)에 추봉되었다.
- 할아버지 : 추엽(秋饁)
  - 아버지: 추영수(秋永壽, 1198년 ~ 1259년)
    - 장남 : 추진(秋震, 1296년 ∼ 1368년)
      - 손자 : 추유(秋濡, 1345년 ∼ 1404년)
      - 손자 : 추협(秋浹, 1348년 ∼ 1409년)

    - 차남 : 추뢰(秋雷, 1298년 ∼ 1341년)
      - 손자 : 추형(秋瀅, 1315년 ∼ 1400년)

## 묘소
추적의 묘소는 경기도 용인시 기흥구 공세동에 있다. 

## 평가
조선 최초의 서원인 백운동서원을 세운 주세붕(周世鵬)은 《무릉잡고(武陵雜稿)》에 노당 추적의 공적을 "해동에서 유교를 숭상하고 학교를 건립한 도(道)가 복초당 안선생 문성공 유와 노당 추선생 문헌공 적으로부터 시작되었으니 이제까지 누구라고 흠모하지 않겠는가"라고 적었다. 고려와 조선의 유교가 안향과 추적 두 선생에서 본격 시작됐다는 평가다.

## 같이 보기
- 명심보감판본
- 추계 추씨
- 인흥 서원